# Gerhard Glogowski
Gerhard Glogowski (ur. 11 lutego 1943 w Hanowerze) – niemiecki polityk i samorządowiec, działacz Socjaldemokratycznej Partii Niemiec, w latach 1998–1999 premier Dolnej Saksonii.

## Życiorys
Kształcił się w szkole zawodowej, później uczęszczał do szkoły wieczorowej, następnie ukończył ekonomię w Hochschule für Wirtschaft und Politik w Hamburgu. W 1960 został członkiem związku zawodowego IG Metall, a rok później wstąpił do Socjaldemokratycznej Partii Niemiec, obejmując różne stanowiska w jej lokalnych strukturach.
W latach 1972–1974 był burmistrzem dzielnicy Waggum, od 1976 do 1981 i ponownie w latach 1986–1990 pełnił funkcję burmistrza Brunszwiku. W 1978 po raz pierwszy wybrany do landtagu Dolnej Saksonii, zasiadał w nim przez sześć kadencji do 2003. Od 1984 do 1990 był wiceprzewodniczącym frakcji poselskiej SPD. W czerwcu 1990 nowy premier Gerhard Schröder powierzył mu stanowiska wicepremiera i ministra spraw wewnętrznych w rządzie krajowym Dolnej Saksonii. Urzędy te sprawował do października 1998, kiedy to został nowym premierem landu.
Ustąpił w listopadzie 1999 w atmosferze skandalu finansowego. Zakończył urzędowanie w kolejnym miesiącu, gdy nowym premierem został Sigmar Gabriel. Był później m.in. prezesem klubu piłkarskiego Eintracht Brunszwik.